# Vestegnen
 For alternative betydninger, se Vestegnen (flertydig). (Se også artikler, som begynder med Vestegnen)
Vestegnen (eller Københavns Vestegn) er en betegnelse for et område, der ligger vest for København. Der findes ikke nogen officiel definition af, præcis hvilket område der udgør Vestegnen, og betegnelsen bruges med forskellig udstrækning i forskellige sammenhænge. En hyppigt anvendt afgrænsning er de otte kommuner i det tidligere Københavns Amt, der i en periode tilsammen udgjorde det frivillige kommunale samarbejdsorgan Vestegnssamarbejdet, dvs. Albertslund, Brøndby, Glostrup, Hvidovre,  Høje-Taastrup, Ishøj, Rødovre og Vallensbæk kommuner. De har tilsammen ca. 270.000 indbyggere.
I 2022 findes en enkelt officiel administrativ enhed, hvor navnet Vestegn indgår, nemlig politikredsen Københavns Vestegns Politi, der blev oprettet i 2007 i forbindelse med politireformen. Den omfatter elleve kommuner, nemlig udover de nævnte otte også Ballerup, Gladsaxe og Herlev kommuner. Desuden findes forskellige andre, ofte fælleskommunale, organisationer som Vestegnens Kulturinvesteringsråd og Vestegnens Kraftvarmeselskab, hvis udstrækning omfatter varierende områder. 
Den tidligst kendte omtale af navnet "Vestegnen" er i Fingerplanen, en udviklingsplan for hovedstadsområdet fra 1947. To af de fem 'fingre' i Fingerplanen fører gennem Vestegnen, nemlig 'tommelfingeren' fra Hvidovre til Hundige og 'pegefingeren' fra Hvidovre til Høje-Taastrup. TV 2 Lorry skrev i 2022 med henvisning hertil, at Vestegnen omfattede Vestegnssamarbejdets otte kommuner og derudover bydelen Hundige i Greve Kommune.

## Karakteristika
Vestegnen blev i høj grad udbygget i takt med den danske velfærdsstat fra 1960'erne og frem. Befolkningstallet voksede kraftigt efter anden verdenskrig som resultat af tre forskellige demografiske strømninger, der flød sammen: vandringen fra land til by, udflytningen fra brokvartererne i København og indvandringen af arbejdskraft i 1960'ernes store økonomiske opsving. Fælles for flertallet af de nævnte kommuner er, at de i lange perioder har været ledet af socialdemokratiske borgmestre – i flere tilfælde med absolut flertal i kommunalbestyrelsen. I kommunerne omfattet af det tidligere Vestegnssamarbejde bor ca. 270.000 indbyggere. Der er relativt flere etageboliger i området end i landet som helhed, nemlig 53 mod 39 %, og omvendt langt færre parcelhuse (24 %) end i Danmark som helhed (43 %). Andelen af indvandrere er højere end på landsplan. Således udgør indvandrere fra ikke-vestlige lande 13 % af beboerne mod 6 % i hele Danmark.
Vestegnens historie minder på flere måder om Hedeboegnens. Landsbyerne blev liggende som den primære bebyggelse indtil 2. verdenskrig. Herefter blev området udbygget hurtigt for at kunne optage den voksende og stadigt mere velstillede befolkning i Hovedstadsområdet. Vestegnen er derfor præget af meget lidt skov (bortset fra Vestskoven, som er kunstigt anlagt fra 1967) og store områder med moderne boligbyggeri, hvori mange af de gamle landsbyer stadig findes. De fleste industrikvarterer er fra 1960'erne, 1970'erne eller 1980'erne.
Kulturelt er fodboldklubben Brøndby IF en vigtig identitetsmarkør. Musikalsk har en række rappere som Suspekt, Tessa, Zaman Kilic (ZK) og Sivas i 2000-tallet med en hård og direkte tone præget den såkaldte vestegnsidentitet.

## Betegnelsens oprindelse og historiske afgrænsning
Den tidligst kendte omtale af navnet "Vestegnen" er i Fingerplanen, en udviklingsplan for hovedstadsområdet fra 1947. To af de fem "fingre" i Fingerplanen fører gennem Vestegnen, nemlig 'tommelfingeren' fra Hvidovre til Hundige og 'pegefingeren' fra Hvidovre til Høje-Taastrup.  Fingerplanen inddelte hovedstadsområdet i en indre del omfattende Københavns og Frederiksberg Kommuner, og en ydre del, som yderligere blev opdelt i tre områder: Nordegnen, Vestegnen og Amager. Planen angav dog ikke nogen præcis afgrænsning af disse betegnelser.
I det senere regionale planarbejde opererede man dog med mere klart afgrænsede områder. I 1949 nedsatte boligministeren således et "byudviklingsudvalg for Københavns-egnen", der med skiftende sammensætning i den følgende årrække udgav en række betænkninger. Udvalget blev opdelt i underudvalg for de forskellige dele af hovedstadsområdet. I 1963 var der således underudvalg for henholdsvis "nord-egnen", "syd-egnen" og "vest-egnen", hvor sidstnævnte var afgrænset som de daværende 13 kommuner Ballerup-Måløv, Brøndbyerne, Glostrup, Herlev, Herstederne, Hvidovre, Høje-Tåstrup, Ledøje-Smørum, Rødovre, Sengeløse, Slagslunde-Ganløse og Stenløse-Veksø. I 1964 ændredes inddelingen til fire underudvalg for henholdsvis Nordegnen, Nordvestegnen, Sydvestegnen og endelig Vestegnen + Amager. Ifølge denne inddeling omfattede det fjerde underudvalg (udover kommunerne Dragør, Store-Magleby og Tårnby på Amager) blot Glostrup, Herstederne, Høje-Tåstrup, Rødovre og Sengeløse kommuner.
I modsætning til "Nordegnen", som aldrig er blevet en alment brugt betegnelse for området nord for Københavns Kommune udenfor planlægningskredse, har udtrykket Vestegnen slået an som et almindeligt, omend ofte upræcist anvendt begreb for en del af de københavnske forstæder.

## Institutioner på Vestegnen
I 1974 blev det fælleskommunale Vestegnens Brandvæsen etableret af kommunerne Albertslund, Brøndby og Glostrup. I 1986 indtrådte Hvidovre Kommune i organisationen, og året efter fulgte Rødovre Kommune efter. 1. januar 2016 blev brandvæsenet sammenlagt med Dragør Brandvæsen, Frederiksberg Brandvæsen og Københavns Brandvæsen til Hovedstadens Beredskab.
I 1984 blev Vestegnens Kraftvarmeselskab (VEKS), der i dag står for fjernvarmeforsyningen på Vestegnen, etableret efter en femårig forberedelse. Kraftvarmeselskabet blev dannet af ti kommuner: Albertslund, Brøndby, Glostrup, Greve, Hvidovre, Høje-Taastrup, Roskilde, Rødovre, Solrød og Vallensbæk. I 2001 blev Ishøj Kommune optaget i selskabet som den 11. interessent.
I 1997 blev "Erhvervsknudepunkt for Hovedstadens Vestegn" etableret. Det var et samarbejde mellem de otte kommuner Albertslund, Brøndby, Glostrup, Hvidovre, Høje Taastrup, Ishøj, Rødovre og Vallensbæk samt Københavns Amt og Arbejdsmarkedsrådet for Storkøbenhavn. Samarbejdet mellem de otte kommuner fortsatte i en årrække under betegnelsen Vestegnssamarbejdet. I 2007 forlod Rødovre Kommune dog samarbejdet, og i 2011 gjorde Høje Tåstrup det samme. I 2012 ophørte Vestegnssamarbejdet som en selvstændig institution, idet dets opgaver blev overtaget af Omegnskommunernes Samarbejde (OS), hvor de seks tilbageværende kommuner allerede samarbejdede med ni andre kommuner.
I 2007 oprettede de samme otte kommuner Vestegnens Kulturinvesteringsråd (VKIR). Formålet var at skabe et samlet forum for kulturformidling og -udvikling på Vestegnen. Kulturinvesteringsrådet har bl.a. siden 2013 afholdt det årlige arrangement "Vestegnens Kulturuge". Brøndby Kommune forlod dog rådet i 2013, Glostrup Kommune gjorde det samme i 2015 og Rødovre Kommune med udgangen af 2018. Pr. 2022 udgøres Vestegnens Kulturinvesteringsråd dermed af de fem kommuner Albertslund, Hvidovre, Høje-Taastrup, Ishøj og Vallensbæk.
I forbindelse med politireformen blev politikredsen Københavns Vestegns Politi oprettet 1. januar 2007. Den omfatter de otte oprindelige kommuner fra Vestegnssamarbejdet og derudover Ballerup, Gladsaxe og Herlev. 
Det tidligere skatte- og vurderingsankenævn Københavns Vestegn omfattede Albertslund, Brøndby, Glostrup, Hvidovre, Høje-Taastrup, Ishøj, Rødovre og Vallensbæk, altså de samme otte kommuner som Vestegnssamarbejdet. I 2020 ophørte det dog som følge af en reorganisering af alle landets ankenævn i nye enheder.

### Oversigt
Eksempler på, hvilke kommuner der indgår eller har indgået i aktiviteter/institutioner med Vestegnen som en del af navnet:
| Kommuner                                          | Hvidovre | Rødovre | Glostrup | Brøndby | Alberts- lund | Vallens- bæk | Ishøj | Høje- Taastrup | Ballerup | Herlev | Gladsaxe | Greve | Solrød | Roskilde |
| ------------------------------------------------- | -------- | ------- | -------- | ------- | ------------- | ------------ | ----- | -------------- | -------- | ------ | -------- | ----- | ------ | -------- |
| Medlemmer af Vestegnssamarbejdet                  | ×        | ×       | ×        | ×       | ×             | ×            | ×     | ×              |          |        |          |       |        |          |
| Vestegnens Kulturinvesteringsråd                  | ×        | ×       | ×        | ×       | ×             | ×            | ×     | ×              |          |        |          |       |        |          |
| Københavns Vestegns Politis dækningsområde        | ×        | ×       | ×        | ×       | ×             | ×            | ×     | ×              | ×        | ×      | ×        |       |        |          |
| Skatteankenævn Københavns Vestegns dækningsområde | ×        | ×       | ×        | ×       | ×             | ×            | ×     | ×              |          |        |          |       |        |          |
| Vestegnens Brandvæsens dækningsområde             | ×        | ×       | ×        | ×       | ×             |              |       |                |          |        |          |       |        |          |
| Vestegnens Kraftvarmeselskabs interessenter       | ×        | ×       | ×        | ×       | ×             | ×            | ×     | ×              |          |        |          | ×     | ×      | ×        |
| Vestegnen HF & VUC (VUCV)                         |          | ×       | ×        | ×       | ×             | ×            | ×     | ×              |          |        |          |       |        |          |
| AOF Vestegnen                                     |          |         | ×        |         | ×             | ×            | ×     | ×              | ×        |        |          |       |        |          |